# 凯塞尔
凯塞尔、凯瑟尔，或凱塞爾（Kessel）可以指：

## 人物
- 約瑟夫·凱塞爾（英語：Joseph Kessel，1898年2月10日－1979年7月23日），法國記者和小說家。
- 阿曼达·凯塞尔（英語：Amanda Kessel，1991年8月28日－），美國女子冰球運動員。
- 菲尔·凯塞尔（英語：Phil Kessel，1987年10月2日－），美国男子冰球运动员。
- 巴尼·凯瑟尔（英語：Barney Kessel，1923年10月17日－2004年5月6日），美國爵士吉他手。

|  | 本页或本分段罗列了姓氏为「凯塞尔」的人物。 如果是一个指代特定个人的内链将您引导到本页，請考慮修正該人物的名字以將链接指向正確的條目。 |